# Jean Richard

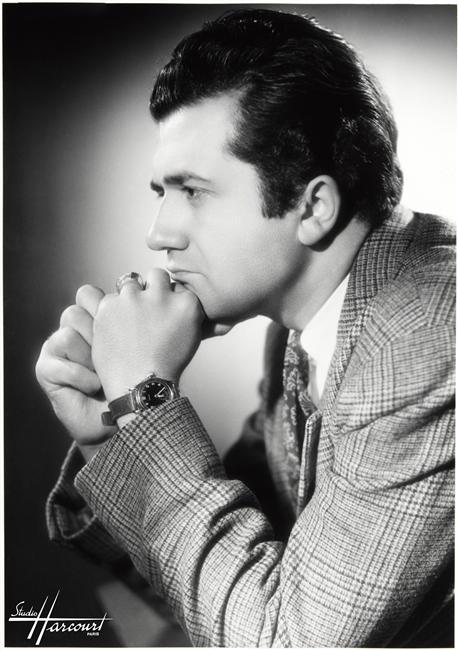
Jean Richard, 1949

Jean Richard (* 18. April 1921 in Bessines, Département Deux-Sèvres; † 12. Dezember 2001 in Senlis, Département Oise) war ein französischer Schauspieler, Theaterregisseur und Zirkusdirektor – im Kinofilm ein populärer Komödiant, in späteren Jahren ein angesehener Charakterstar im Serienfernsehen.

## Leben
Richard begann seine Berufslaufbahn 1939 als Comiczeichner und Karikaturist und wechselte bei Kriegsende 1945 zum Theater, als er im besetzten Deutschland mehrere Stücke inszenierte. 1947 besuchte er das Conservatoire national supérieur d’art dramatique und trat in der Folgezeit nahezu drei Jahrzehnte (bis 1976) lang an der Bühne auf. Schon in den frühen Nachkriegsjahren wirkte Richard in Paris auch in der einen oder anderen französischen Filmproduktion mit. 1950 kehrte Richard endgültig in seine Heimat zurück, wurde Präsentator von Revuen im Pariser Kabarett ‘L’amiral’ und trat nunmehr regelmäßig vor die Filmkamera.
Jean Richards Stärke lag vor allem im komödiantischen Fach, wo er es zu zahlreichen tragenden Neben- und einigen wenigen Hauptrollen brachte. 1959 und 1961 gab er auch Gastspiele im (bundes)deutschen Film. Oft spielte Richard bauernschlaue Charaktere, ohne diese als tumbe Dorftrottel zu verzeichnen. Jean Richards Liebe gehörte jedoch vor allem der Manege: seit 1955 besaß er einen eigenen Zirkus, mit dem er zahlreiche Gastspiele im In- und Ausland (auch Deutschland) gab.
Weit über die Grenzen seiner Heimat hinaus bekannt wurde der vielseitige Künstler vor allem mit der Rolle des pfeifeschmauchenden Kommissars Maigret, den er seit 1967 in der Fernsehserie Maigret verkörperte. Einige Folgen liefen in der Bundesrepublik Deutschland 1972 in der ARD und von 1979 bis 1984 im ZDF. Ab 1972 wurden 20 Maigret-Folgen im Fernsehen der DDR ausgestrahlt.
Außerberuflich hat sich Richard für den Tierschutz engagiert.

## Filmografie (als Schauspieler im Kinofilm)
- 1946: Six heures à perdre
- 1949: Mission à Tanger
- 1949: Le Roi Pandore
- 1950: Le Roi du bla-bla-bla
- 1950: Bertrand cœur de lion
- 1951: Le Costaud des Batignolles
- 1952: Die sieben Sünden (Les Sept péchés capitaux)
- 1952: Drôle de noce
- 1952: Deux de l’Escadrille
- 1952: Belle mentalité
- 1953: Le portrait de son père
- 1954: Das Schiff der gefährlichen Männer (Chéri-Bibi)
- 1954: Mary Lou und ihre Herren (Escalier de service)
- 1955: La Madelon
- 1956: Weiße Margeriten (Elena et les Hommes)
- 1956: Gaunerkavaliere (Les Truands)
- 1956: La Vie est belle
- 1957: Nous autres à Champignol
- 1957: Keine Rose ohne Dornen (La Peau de l’ours)
- 1958: En bordée
- 1959: Le gendarme de Champignol
- 1959: Mon pote le gitan
- 1959: Die Gans von Sedan
- 1960: Tête folle
- 1960: Candide oder: Der Optimismus im 20. Jahrhundert (Candide)
- 1960: Die unfreiwillige Weltreise der Familie Fenouillard (La Famille Fenouillard)
- 1961: Es muß nicht immer Kaviar sein
- 1961: Diesmal muß es Kaviar sein
- 1961: Der tolle Amerikaner (La belle Américaine)
- 1962: Futter für süße Vögel (Du mouron pour les petits oiseaux)
- 1962: Der Krieg der Knöpfe (La guerre des boutons)
- 1962: Coup de bambou (auch Regie)
- 1962: Wie der Vater, so der Sohn (Bébert et l’Omnibus)
- 1963: Bonbons mit Pfeffer (Dragées au poivre)
- 1963: Clémentine chérie
- 1964: Comment épouser un premier ministre
- 1964: Ein toller Bobby, dieser Flic (Allez France!)
- 1964: La Bonne occase
- 1965: L’Or du duc
- 1965: La Corde au cou
- 1965: Die Damen lassen bitten (Les Bons vivants)
- 1965: Die Festung fällt, die Liebe lebt! (Les Fêtes galantes)
- 1966: Le caïd de Champignol
- 1966: Kommissar, Sie riskieren zuviel! (Sale temps our les Mouches)
- 1967: Das älteste Gewerbe der Welt (Le plus vieux métier du monde)
- 1967: Beru und jene Damen (Béru et ses dames)
- 1969: La Maison de campagne
- 1971: Le Viager
- 1975: Überfall im Morgengrauen (Quand la Ville se réveille)
- 1980: Signé Furax
- 1967–1990: Maigret (Les Enquêtes du commissaire Maigret) (Fernsehserie, 88 Folgen)